# Frank albański

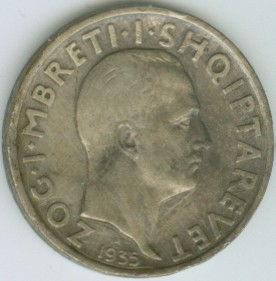
1 frank albański z 1935 – awers

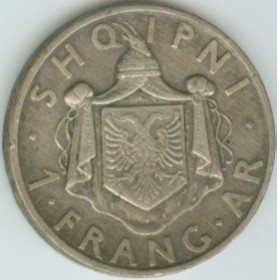
1 frank albański z 1935 – rewers

Frank albański – albańska jednostka monetarna w latach 1925–1947, dzieląca się na 100 qindar ar, od 1926 r. współobiegająca razem ze wprowadzonym w tym roku lekiem. Stanowiła równowartość 5 leków.
W momencie wprowadzenia była równa frankowi francuskiemu. Należała do systemu waluty złotej. Jeden frank odpowiadał 0,290323 grama czystego złota.

## Historia
Przed wprowadzeniem franka, Albania nie posiadała własnej waluty, posługiwano się m.in. koronami austro-węgierskimi, w obiegu były również monety francuskie, włoskie, serbskie, jak również brytyjskie suwereny, oraz talary Marii Teresy.
Albański parlament przyznał Narodowemu Bankowi Albanii prawo emitowania banknotów, jak również złotych i srebrnych monet w 1925. W lutym 1926 frank został wprowadzony do obiegu.
W 1939 w następstwie okupacji Albanii przez Włochy, całkowicie odstąpiono od systemu waluty złotej: zniesiono wymienialność banknotów na złoto i wprowadzono stały kurs franka do lira (1 frank = 6,25 lirów). Frank pozostał prawnym środkiem płatniczym.
W 1945 wypowiedziano umowy łączące walutę albańską z włoską. Rozpoczęto stemplowanie przedwojennych banknotów 20-frankowych oraz okupacyjnych dwudziesto- i stufrankowych, unieważniając następnie te, które stempla nie posiadały.
Frank albański został zlikwidowany w 1947 i zastąpiony jednolitym nowym lekiem po kursie 1 frank = 9 leków.

## Monety
W latach 1926–1938 bito następujące monety, których nominał wyrażony był we frankach albańskich:
| Nominał     | Średnica (mm) | Waga (g) | Metal i próba |
| ----------- | ------------- | -------- | ------------- |
| 1 frank     | 23            | 5        | srebro 835    |
| 2 franki    | 27            | 10       | srebro 835    |
| 5 franków   | 37            | 25       | srebro 900    |
| 10 franków  | 18,5          | 3,23     | złoto 900     |
| 20 franków  | 21            | 6,45     | złoto 900     |
| 50 franków  | 27            | 16,13    | złoto 900     |
| 100 franków | 35            | 32,26    | złoto 900     |

Wydane zostały zarówno monety obiegowe, jak następujące emisje okolicznościowe:
- 25-lecie niepodległości (1, 2, 20 i 100 franków - 1937),
- małżeństwo króla Zogu z Geraldiną Apponyi (20 i 100 franków - 1938),
- dziesięciolecie panowania króla Zogu (20, 50 i 100 franków - 1938, kopie wykonane nowymi stemplami w 1969).

## Banknoty
W 1926 Narodowy Bank Albanii wyemitował serię niedatowanych banknotów, na którą składały się nominały: 1 frank / 5 leków (wkrótce wycofany), 5 franków, 20 franków i 100 franków.
W 1939, w czasie włoskiej okupacji, przedrukowano banknot stufrankowy umieszczając orła w miejscu wizerunku Ahmeda Zogu.
W latach 1939–1940 wyemitowano nowe banknoty o nominałach 5, 20 i 100 franków posiadające znak wodny przedstawiający wizerunek króla włoskiego.
Ostatnia seria albańskich banknotów frankowych, datowana na 1945 i wprowadzona do obiegu w 1946, obejmowała nominały 5, 20, 100 i 500 franków i przedstawiała wizerunek Skanderbega.